# دنیلسون ۶۱۳۲
سیارک ۶۱۳۲ (به انگلیسی: 6132 Danielson، نامگذاری:1990QY3) شش هزار و صد و سی و دومین سیارک کشف شده‌است که در ۲۲ اوت ۱۹۹۰ کشف شد.
قدر مطلق سیارک برابر ۱۳٫۶۰ است.